# Георг Ульріх
Георг Генріх Фрідріх Ульріх (нім. George Henry Frederick; * 7 липня 1830, Целлерфельд, Верхній Гарц, Пруссія; † 26 травня 1900, Порт Чалмерс, Данідін, Нова Зеландія) — австралійський геолог і мінералог німецького походження.

## Життя і творчість
Після закінчення Королівської гімназії Ульріх почав вивчати геологію та мінералогію в Прусській королівській гірничій академії (нині Технологічний університет Клаусталя) у 1847 році, яку він закінчив із відзнакою у вересні 1851 року.
Після невдалих спроб отримати роботу гірничого інспектора в Болівії, він емігрував до Мельбурна, Австралія в 1853 році. Там він спочатку брав участь у різних гірничих розкопках і розвідках, аж поки не став помічником, секретарем і креслярем Королівської гірничої комісії в 1857 році. Наступного року він приєднався до розширеної Геологічної служби як геолог і геодезист, отримав натуралізацію 29 липня 1858 року та змінив своє ім'я на Джордж Генрі Фредерік.
Після розпуску Геологічної служби в 1869 році Ульріх став куратором колекції мінералів і викладачем мінералогії в Індустріально-технологічному музеї в Мельбурні. У тому ж році він відкрив і описав новий мінерал у типовому місці Nuggety Reef поблизу Maldon у Вікторії, який він також описав, і назвав його мальдонітом на честь цього місця.
У 1877 році він став директором Гірничої школи та професором гірничої справи та мінералогії в Університеті Отаго.
Збираючи зразки гірських порід на Флагстафф-Хілл у Порт-Чалмерсі біля Данідіна 26 травня 1900 року, він упав із висоти 100 футів (близько 30 м) і помер від отриманих травм того ж дня. Його поховали на Північному кладовищі в Данідіні.
В приватному житті Ульріх був відомий як скромний і доброзичливий вчений, якого дуже поважали колеги та студенти по всій Австралії. Був одружений на Кетрін Саррі Спенс. Подружжя мало чотирьох дочок і трьох синів, з яких Френк Фердинанд Аплін став відомим хірургом у Новій Зеландії, а Джордж Генріх Ремер став відомим адвокатом.

## Праці
- Gold and silver bearing reefs of St. Arnaud: report on the gold and silver bearing reefs of the district of St. Arnaud (1864)
- Notes and observations on the Nuggetty Reef, Maldon (1868)
- Contributions to the mineralogy of Victoria (1870)
- Mineral resources north of Port Augusta: report of the mineral resources of the country lying within 250 miles north of Port Augusta (1872)
- A descriptive catalogue of the specimens in the Industrial and Technological Museum, Melbourne, illustrating the rock system of Victoria (1875)

## Інтернет-ресурси
- Твори та інформація про Георг Ульріх у Інтернет-архіві

- Birch, William D.; Darragh, Thomas A. (2015). George Henry Frederick Ulrich (1830–1900): pioneer mineralogist and geologist in Victoria. Proceedings of the Royal Society of Victoria. 127 (1): 17. doi:10.1071/RS15002. ISSN 0035-9211.